# سگسار (بوتان)
سگسار (به لاتین: Dogsar) یک منطقهٔ مسکونی در بوتان (کشور) است که در Lhuntse District واقع شده‌است.